# Džejms D. Votson
Džejms D. Votson (engl. James Watson; 6. april 1928) je američki molekularni biolog, genetičar, i zoolog. On je najbolje poznat po otkriću strukture DNK 1953. zajedno sa Fransisom Krikom. Votson, Krik, i Moris Vilkins su nagrađeni 1962. Nobelovom nagradom za fiziologiju ili medicinu „za njihova otkrića vezana za molekulsku strukturu nukleinskih kiselina i njihovog značaja za transfer informacija u živim materijalima“. Ipak, neobjavljeni manuskript Rozalind Franklin pokazuje da je ona bila ta koja je prva utvrdila sveukupnu B-formu DNK heliksa i lokaciju fosfatnih grupa na obodu strukture. Franklinini snimci difrakcije X-zraka koji su potvrdili heliksnu strukturu DNK su pokazani Votsonu bez njenog odobrenja ili znanja.
Nakon studija na univerzitetu Čikaga i Indijana univerzitetu, on je radio na univerzitetu u Kembridžu u Kavendišovoj laboratoriji u Engleskoj, gde se upoznao sa budućim saradnikom i prijateljom Fransisom Krikom.

## Mladost i obrazovanje
Džejms D. Votson je rođen u Čikagu 6. aprila 1928. godine, kao sin jedinac Džin (rođene Mičel) i Džejmsa D. Votsona, biznismena koji potiče uglavnom od kolonijalnih engleskih imigranata u Ameriku. Otac njegove majke, Lohlin Mičel, krojač, bio je iz Glazgova u Škotskoj, a njena majka, Lizi Glison, bila je dete roditelja iz okruga Tiperari, Irska. Odgajan kao katolik, kasnije je sebe opisao kao „izbeglog od katoličke religije“. Votson je rekao: „Najsrećnija stvar koja mi se ikada dogodila je to što moj otac nije verovao u Boga.“
Votson je odrastao na južnoj strani Čikaga i pohađao državne škole, uključujući gimnaziju Horas Man i srednju školu Saut Šor. On je bio fasciniran posmatranjem ptica, hobijem koji je delio sa svojim ocem, te je razmišljao da upiše ornitologiju. Votson se pojavio u Kviz Kids, popularnoj radio emisiji koja je izazivala pametne mlade osobe da odgovore na pitanja. Zahvaljujući liberalnoj politici predsednika univerziteta Roberta Hačinsa, upisao se na Univerzitet u Čikagu, gde mu je dodeljena školarina, kad mu je bilo 15 godina.. Među njegovim profesorima bio je Luis Lion Terstoun od koga je Votson naučio o faktorskoj analizi, na koju će se kasnije osvrnuti na svoje kontroverzne stavove o rasi.
Nakon čitanja knjige Ervina Šredingera Šta je život? 1946. Votson je promenio svoje profesionalne ambicije sa studija ornitologije na genetiku. Votson je diplomirao zoologiju na Univerzitetu u Čikagu 1947. godine. U svojoj autobiografiji Izbegavajte dosadne ljude, Votson je opisao Univerzitet u Čikagu kao „idiličnu akademsku instituciju u kojoj mu je usađena sposobnost kritičke misli i etička prinuda da ne trpi budale koje su ometale njegovu potragu za istinom“, za razliku od njegovog opisa kasnijih iskustava. Godine 1947, Votson je napustio Univerzitet u Čikagu da bi postao diplomirani student na Univerzitetu Indijana, privučen prisustvom na Blumingtonu dobitnika Nobelove nagrade iz 1946. Hermana Džozefa Milera, koji je u ključnim radovima objavljenim 1922, 1929, i 1930-ih izložio sva osnovna svojstva molekula nasleđivanja koje je Šredinger predstavio u svojoj knjizi iz 1944. godine. Doktorirao je na Univerzitetu Indijana 1950. godine; Salvador Lurija je bio njegov doktorski savetnik.

## Karijera i istraživanje

### Lurija, Delbrik i Fejdž grupa
Prvobitno, Votson je bio privučen u molekularnu biologiju radom Salvadora Lurije. Lurija je na kraju podelio Nobelovu nagradu za fiziologiju ili medicinu 1969. za svoj rad na eksperimentu Lurija-Delbrik, koji se ticao prirode genetskih mutacija. On je bio deo distribuirane grupe istraživača koji su koristili viruse koji inficiraju bakterije, nazvane bakteriofagi. On i Maks Delbrik su bili među vođama ove nove „Fejdž grupe“, važnog pokreta genetičara iz eksperimentalnih sistema kao što je Drosophila ka mikrobnoj genetici. Početkom 1948. Votson je započeo svoje doktorsko istraživanje u Lurijinoj laboratoriji na Univerzitetu Indijana. Tog proleća sreo je Delbruka prvo u Lurijinom stanu i ponovo tog leta tokom Votsonovog prvog putovanja u laboratoriju Kold Spring Harbor (CSHL).
Fejdž grupa je bila intelektualna sredina u kojoj je Votson postao radni naučnik. Članovi fejdž grupe su osetili da su na putu da otkriju fizičku prirodu gena. Godine 1949, Votson je pohađao kurs sa Feliksom Haurovicom koji je uključivao konvencionalno viđenje tog vremena: da su geni proteini i da su sposobni da se replikuju. Druga glavna molekularna komponenta hromozoma, DNK, široko se smatrala „glupim tetranukleotidom“, koji ima samo strukturnu ulogu da podrži proteine. Čak i u ovom ranom periodu, Votson je, pod uticajem Fejdž grupe, bio svestan eksperimenta Ejveri-Maklaud-Makarti, koji je sugerisao da je DNK genetski molekul. Votsonov istraživački projekat uključivao je korišćenje rendgenskih zraka za inaktivaciju bakterijskih virusa.

## Literatura
- D., Watson J. (1968). The Double Helix: A Personal Account of the Discovery of the Structure of DNA. New York: Atheneum.
- D., Watson J. (1968).  Gunther S. Stent, ур. The Double Helix: A Personal Account of the Discovery of the Structure of DNA. W. W. Norton & Company. ISBN 978-0-393-95075-5. (Norton Critical Editions, 1981).
- Watson, J. D.; Baker, T. A.; Bell, S. P.; Gann, A.; Levine, M.; Losick, R. (2003). Molecular Biology of the Gene (5th изд.). New York: Benjamin Cummings. ISBN 978-0-8053-4635-0.
- D., Watson J. (2002). Genes, Girls, and Gamow: After the Double Helix. New York: Random House. ISBN 978-0-375-41283-7. OCLC 47716375.
- Watson, J. D.; Berry, A. (2003). DNA: The Secret of Life. New York: Random House. ISBN 978-0-375-41546-3.
- D., Watson J. (2007). Avoid Boring People and Other Lessons from a Life in Science. New York: Random House. стр. 366. ISBN 978-0-375-41284-4.

-{
- Chadarevian, S (2002). Designs For Life: Molecular Biology After World War II. Cambridge University Press. ISBN 978-0-521-57078-7..
- Erwin Chargaff (1978). Heraclitean Fire. New York: Rockefeller Press.
- Chomet, S., ed. (1994). D.N.A.: Genesis of a Discovery. London: Newman-Hemisphere Press..
- Collins, Francis (2004). Coming to Peace With Science: Bridging the Worlds Between Faith and Biology. InterVarsity Press. ISBN 978-0-8308-2742-8..
- Collins, Francis (2007). The Language of God: A Scientist Presents Evidence for Belief. Free Press. ISBN 978-1-4165-4274-2..
- Crick, F.H.C (1988). What Mad Pursuit: A Personal View of Scientific Discovery. Basic Books reprint edition,. ISBN 978-0-465-09138-6..
- John Finch; 'A Nobel Fellow On Every Floor', Medical Research Council 381 pp. 2008.  978-1-84046-940-0.; this book is all about the MRC Laboratory of Molecular Biology, Cambridge.
- Friedberg, E.C. (2010). Sydney Brenner: A Biography. CSHL Press. ISBN 978-0-87969-947-5..
- Friedburg, E. C. (2005). The Writing Life of James D. Watson. Cold Spring Harbor Laboratory Press. ISBN 978-0-87969-700-6.
- Hunter, G (2004). Light Is A Messenger: the life and science of William Lawrence Bragg. Oxford University Press. ISBN 978-0-19-852921-7..
- Inglis, J., Sambrook, J. & Witkowski, J. A., ур. (2003). Inspiring Science: Jim Watson and the Age of DNA. Cold Spring Harbor Laboratory Press. ISBN 978-0-87969-698-6.
- Judson, H. F. (1996). The Eighth Day of Creation: Makers of the Revolution in Biology, Expanded edition. Cold Spring Harbor Laboratory Press. ISBN 978-0-87969-478-4.
- Maddox, B (2003). Rosalind Franklin: The Dark Lady of DNA. ISBN 978-0-06-098508-0.. Harper Perennial. .
- McEleheny, Victor K (2003). Watson and DNA: Making a scientific revolution. ISBN 978-0-7382-0341-6.. Perseus. .
- Olby, Robert (1974). The Path to The Double Helix: Discovery of DNA. London: MacMillan. ISBN 978-0-486-68117-7.; Definitive DNA textbook, with foreword by Francis Crick, revised in 1994 with a 9 page postscript.
- Robert Olby; Olby, Robert (јануар 2003). „"Quiet debut for the double helix"” (PDF). Nature. 421 (6921): 402—405. Bibcode:2003Natur.421..402O. doi:10.1038/nature01397. Архивирано из оригинала (PDF) 7. 2. 2007. г.
- Olby, Robert (2009). Francis Crick: Hunter of Life's Secrets. Cold Spring Harbor Laboratory Press. ISBN 978-0-87969-798-3.
- Matt Ridley (2006). Francis Crick: Discoverer of the Genetic Code (Eminent Lives).. New York. Francis Crick: Discoverer of the Genetic Code. HarperCollins. 2006. ISBN 978-0-06-082333-7.
- Wilkins, Maurice (2003). The Third Man of the Double Helix: The Autobiography of Maurice Wilkins. Oxford: Oxford University Press. ISBN 978-0-19-860665-9.
- (1870 to 1990). The History of the University of Cambridge: Volume 4. Cambridge University Press. 1992.

}-

## Spoljašnje veze
- „MSN Enkarta biografija”. Архивирано из оригинала 28. 10. 2009. г.